# نداء ستكهولم

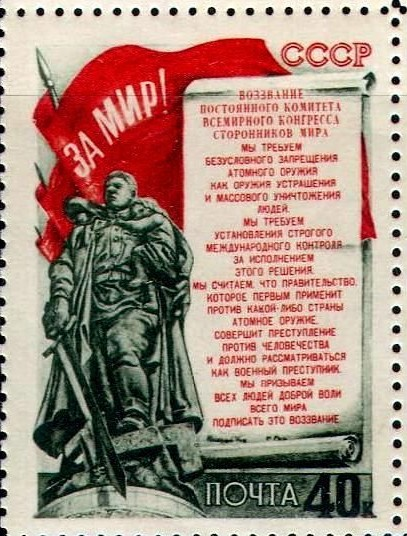

في 15 مارس 1950، وافق مجلس السلام العالمي على نداء ستوكهولم داعيا إلى فرض حظر مطلق على الأسلحة النووية. وقد استهل النداء من قبل العالم الفيزيائي الفرنسي الشيوعي فريديريك جوليوكوري، وجمع الالتماسات التي زعم أنها وقع عليها أكثر من 273 مليون شخص (بما في ذلك جميع السكان البالغين في الإتحاد السوفييتي).
وفيما يلي نص النداء:
«اننا نطالب بحظر الاسلحة الذرية كوسيلة للتخويف والقتل الجماعي للشعوب. ونطالب بمراقبة دولية صارمة لإنفاذ هذا التدبير».

## أبرز الموقعين
- خورخي أمادو
- لويس أراغون
- بيير بينوا
- مارسيل كارنى
- أوجست رينوار
- دميتري شوستاكوفيتش
- ميشيل سيمون
- ليونيل جوسبان
- دو بويز
- جاك شيراك [2]